# حضحض
حُضْحُض (الاسم العلمي: Sherardia)، جنس نبات أحادي الطراز عشبي حولي مرعوي من فصيلة الفوية. يضم نوع واحد فقط (Sherardia arvensis). وهو منتشر على نطاق واسع في معظم أنحاء أوروبا وشمال أفريقيا وكذلك جنوب غرب ووسط آسيا (من تركيا إلى السعودية إلىكازاخستان) وماكارونيسيا (جزر الكناري، الأزور، ماديرا، جزر سافاج). كما ذكرت تقارير أنه مُجنس في أستراليا ونيوزيلندا وتايوان وكيرجويلين وإثيوبيا والسودان وجنوب إفريقيا والمكسيك وكوستاريكا وأمريكا الجنوبية وبرمودا وكوبا وهايتي وفي مناطق كثيرة من كندا والولايات المتحدة (خاصة الولايات المطلة على المحيط الهادئ وأسفل وادي المسيسيبي).

## معرض صور

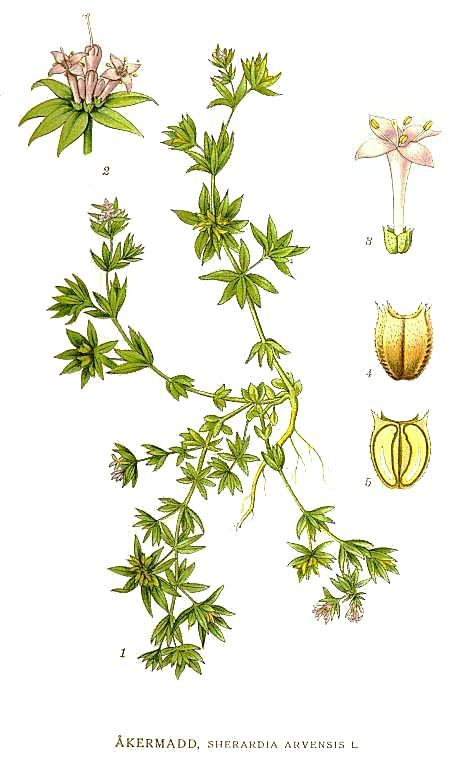
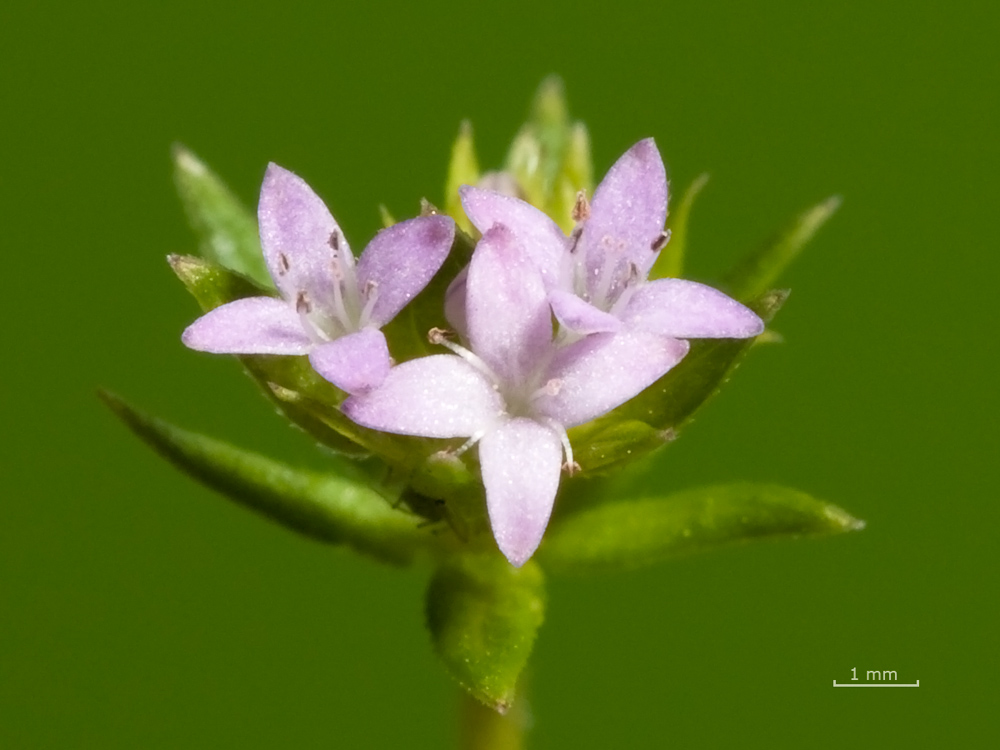
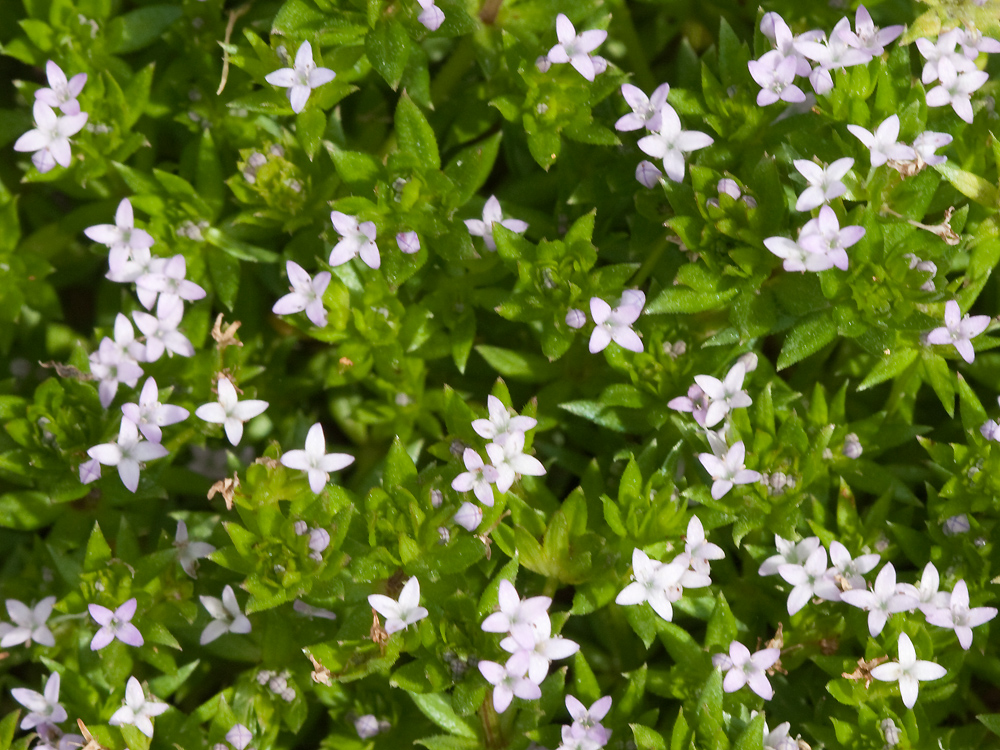